# Паоло Каннаваро
Паоло Каннаваро (італ. Paolo Cannavaro, нар. 26 червня 1981, Неаполь) — італійський футболіст, що грав на позиції захисника. Молодший брат футболіста Фабіо Каннаваро, лауреата «Золотого м'яча».
Відомий виступами за «Парму», «Наполі», «Сассуоло», а також молодіжну збірну Італії.

## Клубна кар'єра
Народився 26 червня 1981 року в місті Неаполь. Вихованець юнацьких команд футбольних клубів «Наполі» та «Парма».
У дорослому футболі дебютував 1998 року виступами за команду клубу «Наполі», в якій провів один сезон, взявши участь лише у 2 матчах чемпіонату.
Своєю грою за цю команду привернув увагу представників тренерського штабу «Парми», до складу якої приєднався влітку 1999 року і став виступати разом з братом. Проте за два сезони своєї ігрової кар'єри в клубі Паоло вийшов а поле лише в 5 матчах чемпіонату, тому протягом сезону 2001–02 років захищав кольори команди клубу «Верона».
Влітку 2002 року, після того як не зміг допомогти «Вероні» зберегти прописку в Серії А, повернувся до «Парми». Цього разу провів у складі команди чотири сезони. З 2004 року був основним гравцем захисту команди.
До складу клубу «Наполі» приєднався влітку 2006 року і в першому ж сезоні допоміг команді повернутись до Серії А. Майже відразу Каннаваро став основним гравцем команди, а 2009 року, після того як команду покинув Франческо Монтервіно, став капітаном команди. Відіграв за неаполітанську команду 210 матчів в національному чемпіонаті.
2014 року перейшов до новачка італійської Серії A «Сассуоло», спочатку на умовах оренди, а згодом уклавши повноцінний контракт. Загалом протягом 4,5 сезонів взяв участь у 120 матчах цієї команди, після чого оголосив про завершення футбольної кар'єри.

## Виступи за збірні
1996 року дебютував у складі юнацької збірної Італії, взяв участь у 11 іграх на юнацькому рівні.
З 2001 по 2004 рік залучався до складу молодіжної збірної Італії, у складі якої брав участь у молодіжному чемпіонаті Європи 2002 року, де здобув бронзові нагороди. Всього на молодіжному рівні зіграв у 19 офіційних матчах.
2007 року разом із братом викликався до складу національної збірної на товариський матч проти збірної ПАР, але на поле у футболці збірної жодного разу так і не вийшов.

## Статистика виступів
Статистика станом на 17 листопада 2012 року

### Статистика клубних виступів
| Сезон                | Команда              | Чемпіонат            | Чемпіонат | Чемпіонат | Національний кубок | Національний кубок | Національний кубок | Континентальні кубки | Континентальні кубки | Континентальні кубки | Інші змагання | Інші змагання | Інші змагання | Усього | Усього |
| Сезон                | Команда              | Ліга                 | Ігор      | Голів     | Ліга               | Ігор               | Голів              | Ліга                 | Ігор                 | Голів                | Ліга          | Ігор          | Голів         | Ігор   | Голів  |
| -------------------- | -------------------- | -------------------- | --------- | --------- | ------------------ | ------------------ | ------------------ | -------------------- | -------------------- | -------------------- | ------------- | ------------- | ------------- | ------ | ------ |
| 1998-99              | «Наполі»             | B                    | 2         | 0         | КІ                 | 0                  | 0                  | —                    | —                    | —                    | —             | —             | —             | 2      | 0      |
| 1999-00              | «Парма»              | A                    | 1         | 0         | КІ                 | 0                  | 0                  | ЛЧ+КУЄФА             | 0                    | 0                    | СІ            | 0             | 0             | 1      | 0      |
| 2000-01              | «Парма»              | A                    | 4         | 0         | КІ                 | 1                  | 0                  | КУЄФА                | 3                    | 0                    | —             | —             | —             | 8      | 0      |
| 2001-02              | «Верона»             | A                    | 24        | 1         | КІ                 | 2                  | 0                  | —                    | —                    | —                    | —             | —             | —             | 26     | 1      |
| 2002-03              | «Парма»              | A                    | 14        | 0         | КІ                 | 2                  | 0                  | КУЄФА                | 0                    | 0                    | СІ            | 0             | 0             | 16     | 0      |
| 2003-04              | «Парма»              | A                    | 16        | 0         | КІ                 | 4                  | 0                  | КУЄФА                | 6                    | 0                    | —             | —             | —             | 26     | 0      |
| 2004-05              | «Парма»              | A                    | 28        | 1         | КІ                 | 1                  | 0                  | КУЄФА                | 12                   | 0                    | —             | —             | —             | 41     | 1      |
| 2005-06              | «Парма»              | A                    | 29        | 3         | КІ                 | 2                  | 0                  | —                    | —                    | —                    | —             | —             | —             | 31     | 3      |
| Усього за «Парму»    | Усього за «Парму»    | Усього за «Парму»    | 92        | 4         |                    | 10                 | 0                  |                      | 21                   | 0                    |               | 0             | 0             | 123    | 4      |
| 2006-07              | «Наполі»             | B                    | 39        | 2         | КІ                 | 4                  | 1                  | —                    | —                    | —                    | —             | —             | —             | 43     | 3      |
| 2007-08              | «Наполі»             | A                    | 34        | 0         | КІ                 | 5                  | 0                  | —                    | —                    | —                    | —             | —             | —             | 39     | 0      |
| 2008-09              | «Наполі»             | A                    | 30        | 0         | КІ                 | 1                  | 0                  | КІ+КУЄФА             | 2+4                  | 0+0                  | —             | —             | —             | 37     | 0      |
| 2009-10              | «Наполі»             | A                    | 33        | 1         | КІ                 | 1                  | 0                  | —                    | —                    | —                    | —             | —             | —             | 34     | 1      |
| 2010-11              | «Наполі»             | A                    | 32        | 2         | КІ                 | 1                  | 0                  | ЛЄ                   | 7                    | 0                    | —             | —             | —             | 40     | 2      |
| 2011-12              | «Наполі»             | A                    | 32        | 2         | КІ                 | 5                  | 0                  | ЛЧ                   | 7                    | 0                    | —             | —             | —             | 44     | 2      |
| 2012–13              | «Наполі»             | A                    | 32        | 1         | КІ                 | 0                  | 0                  | ЛЄ                   | 2                    | 0                    | СІ            | 1             | 0             | 35     | 1      |
| 2013-січ. 2014       | «Наполі»             | A                    | 4         | 0         | КІ                 | 0                  | 0                  | ЛЧ                   | 0                    | 0                    | -             | -             | -             | 4      | 0      |
| Усього за «Наполі»   | Усього за «Наполі»   | Усього за «Наполі»   | 238       | 8         |                    | 17                 | 1                  |                      | 22                   | 0                    |               | 1             | 0             | 278    | 9      |
| січ.-черв. 2014      | «Сассуоло»           | A                    | 16        | 0         | КІ                 | 0                  | 0                  | -                    | -                    | -                    | -             | -             | -             | 16     | 0      |
| 2014–15              | «Сассуоло»           | A                    | 25        | 0         | КІ                 | 1                  | 0                  | -                    | -                    | -                    | -             | -             | -             | 26     | 0      |
| 2015–16              | «Сассуоло»           | A                    | 31        | 0         | КІ                 | 1                  | 0                  | -                    | -                    | -                    | -             | -             | -             | 32     | 0      |
| 2016–17              | «Сассуоло»           | A                    | 18        | 1         | КІ                 | 0                  | 0                  | ЛЄ                   | 7                    | 0                    | -             | -             | -             | 25     | 1      |
| 2017–18              | «Сассуоло»           | A                    | 19        | 0         | КІ                 | 2                  | 0                  | -                    | -                    | -                    | -             | -             | -             | 21     | 0      |
| Усього за «Сассуоло» | Усього за «Сассуоло» | Усього за «Сассуоло» | 109       | 1         |                    | 4                  | 0                  |                      | 7                    | 0                    |               | -             | -             | 120    | 1      |
| Усього за кар'єру    | Усього за кар'єру    | Усього за кар'єру    | 463+2     | 14        |                    | 35                 | 1                  |                      | 51                   | 0                    |               | 1             | 0             | 552    | 15     |

## Титули і досягнення
- Володар Кубка Італії (1):

«Наполі»: 2012